# Laurence Olivier Awards 2004
Die 28. Laurence Olivier Awards 2004 wurden von der Society of London Theatre in London vergeben, um herausragende Theater- und Musicalproduktionen zu würdigen. Ausgezeichnet wurden Produktionen der Theatersaison 2003/2004.

## Hintergrund
Der Laurence Olivier Award (auch Olivier Award) ist ein seit 1976 jährlich vergebener britischer Theater- und Musicalpreis. Er gilt als höchste Auszeichnung im britischen Theater und ist vergleichbar mit dem Tony Award am amerikanischen Broadway. Verliehen wird die Auszeichnung von der Society of London Theatre. Ausgezeichnet werden herausragende Darsteller und Produktionen einer Theatersaison, die im Londoner West End zu sehen waren. Die Auszeichnungen hießen zunächst Society of West End Theatre Awards und wurden 1985 zu Ehren des renommierten britischen Schauspielers Laurence Olivier in Laurence Olivier Awards umbenannt. Die Nominierten und Gewinner der Laurence Olivier Awards „werden jedes Jahr von einer Gruppe angesehener Theaterfachleute, Theaterkoryphäen und Mitgliedern des Publikums ausgewählt, die wegen ihrer Leidenschaft für das Londoner Theater“ bekannt sind.

## Gewinner und Nominierte
| Bestes neues Theaterstück | Bestes neues Musical |
| --- | --- |
| - The Pillowman von Martin McDonagh – National Theatre Cottesloe - Democracy von Michael Frayn – National Theatre Cottesloe - Elmina’s Kitchen von Kwame Kwei-Armah – National Theatre Cottesloe - Hitchcock Blonde von Terry Johnson – Royal Court Theatre / Lyric Theatre                                                                   | - Jerry Springer – Cambridge Theatre - Ragtime – Piccadilly Theatre - Thoroughly Modern Millie – Shaftesbury Theatre |
| Beste Wiederaufnahme Theaterstück | Beste Wiederaufnahme Musical |
| - Mourning Becomes Electra – National Theatre Lyttelton - Absolutely! (Perhaps) – Wyndham’s Theatre - Caligula – Donmar Warehouse - Of Mice and Men – Savoy Theatre | - Pacific Overtures – Donmar Warehouse - High Society – Regent’s Park Open Air Theatre - Joseph and the Amazing Technicolor Dreamcoat – New London Theatre - Tell Me on a Sunday – Gielgud Theatre |
| Bestes Entertainment | |
| - Duckie’s C’est Barbican – Garrick Theatre - My Brilliant Divorce – Apollo Theatre - One Last Flutter – Comedy Theatre - The Rat Pack: Live from Las Vegas – Strand Theatre | |
| Bester Darsteller Theaterstück | Beste Darstellerin Theaterstück |
| - Matthew Kelly als Lennie Small in Of Mice and Men – Savoy Theatre - Roger Allam als Willy Brandt in Democracy – National Theatre Cottesloe - Kenneth Branagh als Edmond Burke in Edmond – National Theatre Olivier - Greg Hicks als Coriolanus in Coriolanus – Old Vic Theatre - Michael Sheen als Caligula in Caligula – Donmar Warehouse  | - Eileen Atkins als Honor in Honour – National Theatre Cottesloe - Helen Mirren als Christine Mannon in Mourning Becomes Electra – National Theatre Lyttelton - Ann Mitchell als Martha in Through the Leaves – Duchess Theatre - Kelly Reilly als Miss Julie in After Miss Julie – Donmar Warehouse - Kristin Scott Thomas als Masha Sergeyevna Kulygina in Three Sisters – Playhouse Theatre                        |
| Bester Darsteller Musical | Beste Darstellerin Musical |
| - David Bedella als Jonathan Weiruss/Satan in Jerry Springer – Cambridge Theatre - Graham Bickley als Tateh in Ragtime – Piccadilly Theatre - Michael Brandon als Jerry Springer in Jerry Springer – Cambridge Theatre - Kevyn Morrow als Coalhouse Walker Jr. in Ragtime – Piccadilly Theatre                                                | - Maria Friedman als Mother in Ragtime – Piccadilly Theatre - Amanda Holden als Millie Dilmount in Thoroughly Modern Millie – Shaftesbury Theatre - Alison Jiear als Shawntel/Eve in Jerry Springer – Cambridge Theatre - Maureen Lipman als Mrs. Meers in Thoroughly Modern Millie – Shaftesbury Theatre |
| Beste Leistung in einer Nebenrolle Theaterstück | Beste Leistung in einer Nebenrolle Musical |
| - Warren Mitchell als Gregory Solomon in The Price – Apollo Theatre - Joe Dixon als Paris in The Roman Actor – Gielgud Theatre - Oliver Ford Davies als Lamberto Laudisi in Absolutely!(Perhaps) – Wyndham’s Theatre - Paul Hilton als Orin Mannon in Mourning Becomes Electra – National Theatre Lyttelton                                   | - The Chorus als The Studio Audience of Jerry Springer – Cambridge Theatre - Tracie Bennett als Liz Imbrie in High Society – Regent’s Park Open Air Theatre - Richard Henders als Manjiro in Pacific Overtures – Donmar Warehouse - Jérôme Pradon als die Mutter des Shogun und als französischer Admiral in Pacific Overtures – Donmar Warehouse - Matthew White als jüngerer Bruder in Ragtime – Piccadilly Theatre |
| Bester Regisseur / Beste Regisseurin | Bester Choreograph / Beste Choreographin |
| - Michael Grandage für Caligula – Donmar Warehouse - Stafford Arima für Ragtime – Piccadilly Theatre - Gary Griffin für Pacific Overtures – Donmar Warehouse - Stewart Lee für Jerry Springer – Cambridge Theatre | - Karen Bruce für Pacific Overtures – Donmar Warehouse - Jenny Arnold für Jerry Springer – Cambridge Theatre - Rob Ashford für Thoroughly Modern Millie – Shaftesbury Theatre |
| Bester Bühnenbildner / Beste Bühnenbildnerin | Bester Kostümdesigner / Beste Kostümdesignerin |
| - William Dudley für Hitchcock Blonde – Royal Court Theatre / Lyric Theatre - Bob Crowley für Mourning Becomes Electra – National Theatre Lyttelton - Franco Zeffirelli für Absolutely!(Perhaps) – Wyndham’s Theatre | - Christopher Oram für Power – National Theatre Cottesloe - Mara Blumenfeld für Pacific Overtures – Donmar Warehouse - Raimonda Gaetaniat für Absolutely!(Perhaps) – Wyndham’s Theatre - Martin Pakledinaz für Thoroughly Modern Millie – Shaftesbury Theatre |
| Bester Lichtdesigner / Beste Lichtdesignerin | Bester Sounddesigner / Beste Sounddesignerin |
| - Hugh Vanstone für Pacific Overtures – Donmar Warehouse - Simon Corder für Hitchcock Blonde – Royal Court Theatre / Lyric Theatre - Howard Harrison für Ragtime – Piccadilly Theatre | - Mike Walker für Jerry Springer – Cambridge Theatre - Paul Arditti für The Pillowman – National Theatre Cottesloe - Peter Hylenski für Ragtime – Piccadilly Theatre - Nick Lidster für Pacific Overtures – Donmar Warehouse |
| Herausragende Leistungen Ballett | Beste neue Ballettproduktion |
| - Thomas Edur und Agne Oaks in 2 Human, English National Ballet – Sadler’s Wells Theatre - Carlos Acosta in Tocororo: A Cuban Tale – Sadler’s Wells Theatre - Javier de Frutos für die Choreographie von Elsa Canasta, Rambert Dance Company – Sadler’s Wells Theatre - Rambert Dance Company für ihre Ballettsaison – Sadler’s Wells Theatre | - Broken Fall, George Piper Dances – Royal Opera House - Dream Play, Nederlands Dans Theater 2 – Sadler’s Wells Theatre - Mesmerics, George Piper Dances – Sadler’s Wells Theatre - Promethean Fire, Paul Taylor Dance Company – Sadler’s Wells Theatre |
| Herausragende Leistungen Oper | Beste neue Opernproduktion |
| - Cristina Gallardo-Domâs in Madama Butterfly, The Royal Opera – Royal Opera House - Simon Keenlyside in Hamlet und Die Zauberflöte, The Royal Opera – Royal Opera House - Bejun Mehta in Orlando, The Royal Opera – Royal Opera House - Felicity Palmer in Elektra und Sweeney Todd, The Royal Opera – Royal Opera House                     | - Les Troyens, English National Opera – London Coliseum - Così fan tutte, English National Opera – Barbican Centre - Madama Butterfly, The Royal Opera – Royal Opera House - Orlando, The Royal Opera – Royal Opera House |
| Bester Nachwuchskünstler / Beste Nachwuchskünstlerin in einem Schauspiel | Herausragende Theaterleistungen |
| - Debbie Tucker Green für ihr Theaterstück Born Bad – Hampstead Theatre - Tom Hardy als Skank in In Arabia We’d All Be Kings – Hampstead Theatre - Ruth Negga als Cat in Duck – Royal Court Theatre - Lucy Prebble für ihr Theaterstück The Sugar Syndrome – Royal Court Theatre                                                              | - Young Vic Theatre für ihre Theatersaison unter der künstlerischen Leitung von David Lan - Tanika Gupta für ihr Theaterstück Fragile Land – Hampstead Theatre und Hobson’s Choice – Young Vic Theatre - Pericles – Lyric Hammersmith Theatre - The Lady from the Sea – Almeida Theatre |

## Sonderpreise
| Kategorie                         | Preisträger |
| --------------------------------- | ----------- |
| Sonderpreis der Society of London | Judi Dench  |

## Statistik

### Mehrfache Nominierungen
- 8 Nominierungen: Jerry Springer, Pacific Overtures und Ragtime
- 5 Nominierungen: Thoroughly Modern Millie
- 4 Nominierungen: Absolutely!(Perhaps) und Mourning Becomes Electra
- 3 Nominierungen: Caligula und Hitchcock Blonde
- 2 Nominierungen: Democracy, High Society, Madama Butterfly, Of Mice and Men, Orlando und The Pillowman

### Mehrfache Gewinne
- 4 Gewinne: Jerry Springer
- 3 Gewinne: Pacific Overtures